# 臺北市中正運動中心
臺北市中正運動中心是台北市第三座啟用的市民運動中心，鄰近臺北捷運中正紀念堂與台大醫院兩站。為一地上9層，地下3層的建築，基地面積為1,138坪，原址為台北市立東門游泳池，總樓地板面積為5,346坪。
原承包經營單位為遠東鐵櫃鋼鐵廠，於2015年10月8日合約到期後，改由長佳機電工程公司接手經營，閉館整建至2016年4月16日，再度於2016年4月17日正式對外開放營運，營運至2024年12月31日合約到期後，新經營廠商為「舞動陽光股份有限公司」於2025年1月1日起閉館整修，全館暫停開放，於2025年6月12日整修完成，斥資億元重新改造，全新升級，於2025年6月13日至6月19日免費試營運，6月20日起正式營運

## 特色
- 2016年4月，全台第一座採用次氯酸機取代漂白水維持水質的游泳池[2]
- 2016年4月，全台第一座引進歐洲熱門團體運動 - 足撞球設施的運動場館[3]
- 2017年8月，與歐付寶合作成為全台第一座開放電子支付服務的運動場館[4]
- 2025年6月13日起營運，擁有雙北運動中心唯一器械皮拉提斯教室

## 設施介紹
| 樓層 | 樓層用途                                                         |
| ---- | ---------------------------------------------------------------- |
| 9樓  | 30M射箭場                                                        |
| 7樓  | 羽球場                                                           |
| 6樓  | 601教室、602教室、603教室、10M射擊場                             |
| 5樓  | 桌球室、501教室、502教室、503教室                                |
| 4樓  | 飛輪教室                                                         |
| 3樓  | 多功能綜合球場、301教室                                          |
| 2樓  | 體適能中心                                                       |
| 1樓  | 客服中心、器械皮拉提斯教室、便利商店、運動用品店及販賣部         |
| B1   | 游泳入口處、機車停車場                                           |
| B2   | 溫水游泳池 兒童池、SPA水療池、男女蒸氣室、男女烤箱、男女冷熱水池 |
| B3   | 汽車停車場                                                       |

## 外部連結
- 中正運動中心 - 臺北市政府體育局 （页面存档备份，存于）
- 臺北市中正運動中心（页面存档备份，存于）
- 臺北市中正運動中心的Facebook專頁
- YouTube上的臺北市中正運動中心頻道